# Stand.nl
Stand.nl (uitgesproken als Standpunt NL) is een Nederlands radioprogramma van NPO Radio 1. Het programma is onderdeel van het KRO-NCRV-radioprogramma Spraakmakers en wordt dagelijks uitgezonden van 9:30 tot 10:00. De presentatie is sinds 2018 in handen van Ghislaine Plag, die het eerder ook al presenteerde.
Stand.nl begon als zelfstandig programma. Het werd van 2 april 2001 tot en met 31 december 2013 op werkdagen van 13:30 tot 14:00 uitgezonden op Radio 1; daarna werd het een onderdeel van De Ochtend. Oorspronkelijk was Sjors Fröhlich de presentator, maar hij moest in 2007 wegens stemproblemen stoppen. Hierna werd het programma afwisselend gepresenteerd door Ghislaine Plag en Frank du Mosch. In september 2009 werd Du Mosch vervangen door Jurgen van den Berg. In 2015 ging Sven Kockelmann het programma presenteren. Dit deed hij tot eind 2017, waarna het programma weer in handen kwam van Ghislaine Plag.
In Stand.nl wordt dagelijks een actuele kwestie met een actuele stelling of these aan de orde gesteld. Het thema wordt door de presentator ingeleid met een gast, waarna luisteraars telefonisch aan het woord komen. Over de geponeerde stelling kan worden gestemd (eens/oneens) per telefoon en via de website. Tussen september 2006 en september 2010 bestond tevens het programma Stand.café in de vroege avond, waarin onder meer met een standgast werd gepraat naar aanleiding van de stelling.
Op de in 2010 vernieuwde website konden gebruikers zelf ook stellingen bedenken en die voorleggen aan het publiek. Deze mogelijkheid verdween enkele jaren later. Sinds september 2009 kunnen luisteraars ook via Twitter reageren.
Het programma won in 2003 de Marconi Award voor beste informatieve radioprogramma.